# Barragem do Alto Ceira
A Barragem do Alto Ceira, construída sobre o leito do Rio Ceira, localiza-se na atual freguesia de Fajão - Vidual, no Município de Pampilhosa da Serra, Distrito de Coimbra, em Portugal. A barragem entrou em funcionamento em 2014.
A Barragem foi construída a 200 m a jusante de uma anterior barragem com o mesmo nome, construída em 1949, que apresentava graves deficiências estruturais. A anterior barragem foi parcialmente demolida e encontra-se hoje em dia submersa. .

## Barragem
É uma barragem de Arcos parabólicos. Possui uma altura de 41,5 m acima da fundação e um comprimento de coroamento de 137,5 m. O volume da barragem é de 16 000 m³ de betão. Possui um descarregador de cheias sem controlo, no corpo central da barragem com uma capacidade de descarga máxima de 197 m³/s.

## Albufeira
A albufeira da barragem apresenta uma superfície inundável ao NPA (Nível Pleno de Armazenamento) de 0,335 km² e tem uma capacidade total de 1,33 Mio. m³. As cotas de água na albufeira são: NPA de 665,4 metros, NMC (Nível Máximo de Cheia) de 667,0 metros e NME (Nível Mínimo de Exploração) de 661 metros.